# Umbellula
Umbellula es un género de cnidarios de la familia monotípica Umbellulidae. El género contiene especies bioluminiscentes.

## Descripción
Son corales coloniales que tienen un tallo largo y delgado en cuya parte superior hay un grupo de pólipos autozooides.

## Distribución
El género tiene una distribución cosmopolita.

## Taxonomía
Comprende las siguientes especies:
- Umbellula ambigua Marion, 1906
- Umbellula antarctica Kükenthal, 1902
- Umbellula carpenteri Kölliker, 1880
- Umbellula dura Thomson & Henderson, 1906
- Umbellula durissima Kölliker, 1880
- Umbellula encrinus (Linnaeus, 1758)
- Umbellula guentheri Kölliker, 1880
- Umbellula hemigymna Pasternak, 1975
- Umbellula huxleyi Kölliker, 1880
- Umbellula koellikeri Thomson & Henderson, 1906
- Umbellula leptocaulis Kölliker, 1880
- Umbellula lindahli Kölliker, 1875
- Umbellula magniflora Kölliker, 1880
- Umbellula monocephalus Pasternak, 1964
- Umbellula pellucida Kükenthal, 1902
- Umbellula purpurea Thomson & Henderson, 1906
- Umbellula radiata Thomson & Henderson, 1906
- Umbellula rigida Kükenthal, 1902
- Umbellula rosea Thomson & Henderson, 1906
- Umbellula spicata Kükenthal, 1902
- Umbellula thomsoni Kölliker, 1874
- Umbellula valdiviae Kükenthal, 1902

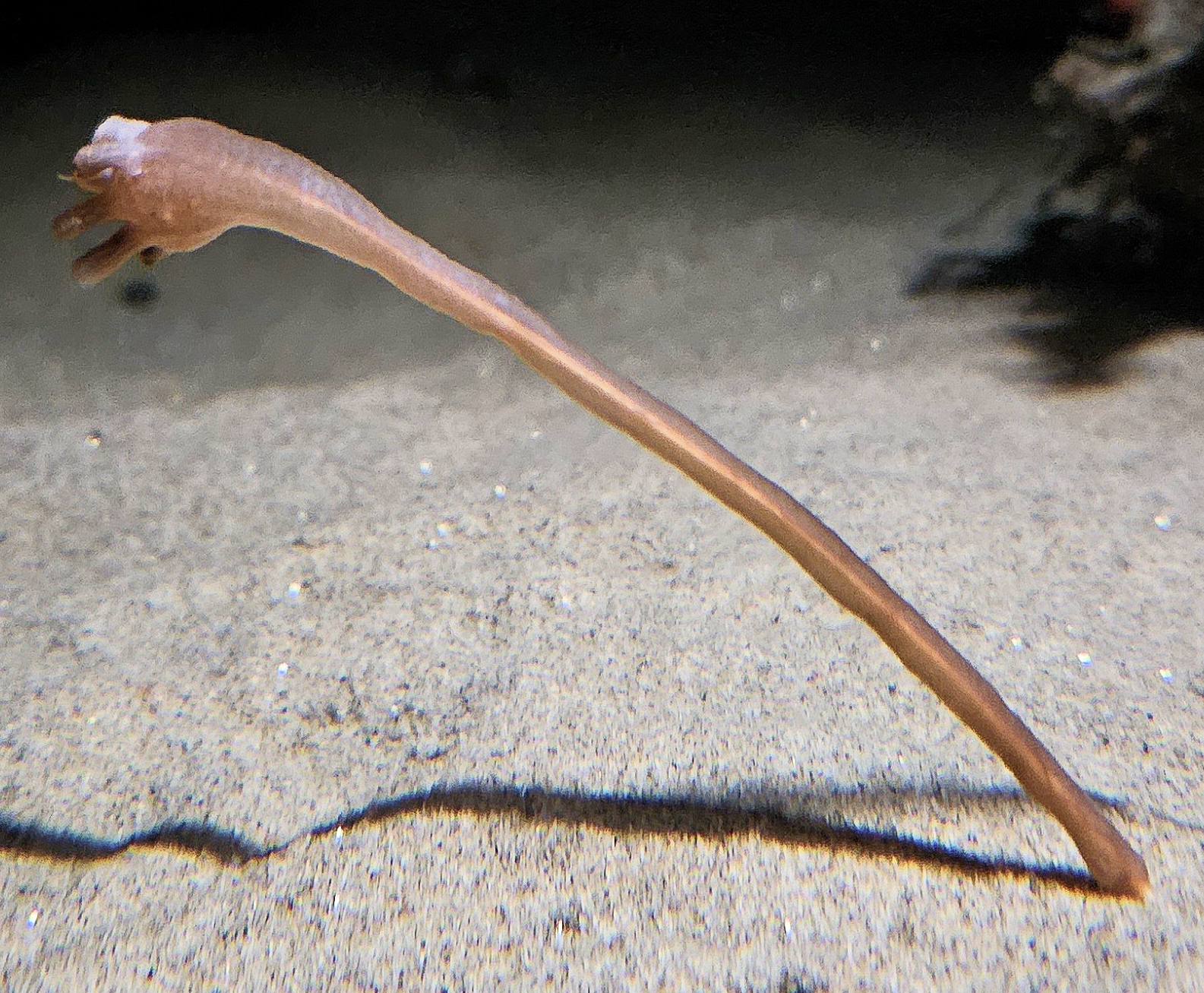
Pluma de mar caída (Umbellula)

- Umbellula weberi Hickson, 1916